# Koppenberg
Le Koppenberg est un mont belge, emprunté par le Tour des Flandres. Située sur la localité de Melden, l'ascension est redoutable tant pour le pourcentage (11,6 % de moyenne avec un passage à 22 %) que pour le revêtement pavé de la route. L'état de la route a failli provoquer un grave accident en 1987, et la côte a été retirée du parcours jusqu'en 2002. En 2007 il a été de nouveau enlevé de la course car les coureurs le montaient à pied à cause de sa raideur, après une chute qui a gêné tout le peloton. Il a été réintroduit en 2008, après des travaux de remise en état.
Il est également emprunté lors du Koppenbergcross, un cyclo-cross organisé annuellement. Le parcours de l'épreuve suit seulement une partie de la route pavée et utilise quelques-uns des champs et des routes environnants pour les autres sections du parcours.

## Cyclisme

### Caractéristiques
- Altitude : 77 m
- Départ : Melden (13 m)
- Dénivellation : 64 m
- Longueur : 600 m
- Pente : 11,6 % (maximum 22 %)

### Tour des Flandres
La montée du Koppenberg est incluse sur le parcours pour la première fois en 1976, suscitant beaucoup de controverses pour sa pente et la qualité de ses pavés. Seuls les cinq premiers coureurs réussissent à faire toute la montée à vélo, le reste des participants devant porter leur vélo jusqu'au sommet. Le Belge Eddy Merckx est ainsi vu marchant, impuissant à travers un enchevêtrement de coureurs et de spectateurs.
En 1987, la course se décante dans la montée du Koppenberg à 72 km de l'arrivée. Jesper Skibby est heurté par la voiture d'un commissaire, qui le fait tomber sur une bordure, toujours sanglé dans ses pédales. La voiture de l'officiel essaye alors de le doubler, mais roule sur la roue arrière de Skibby, manquant de peu sa jambe,. L'officiel de la course continue jusqu'à l'arrivée, où il est accueilli par les spectateurs en colère qui lui jettent de la boue et des pierres sur sa voiture. L'incident éclipse la victoire de Claude Criquielion. Toujours dans le Koppenberg, une chute fait mettre pied à terre à l'ensemble du peloton. La montée du Koppenberg est alors jugée trop dangereuse et elle est supprimée du parcours jusqu'à ce que son revêtement soit amélioré en 2002.
Le Koppenberg est nouveau exclu du Tour des Flandres en raison de sa détérioration et des conditions dangereuses en 2007. À la suite de rénovations cette année-là, il est de nouveau intégré à partir de l'édition 2008 de la course, et est présent dans chaque édition depuis.